# Емельянова, Валентина Игнатьевна
Валентина Игнатьевна Емельянова (1922 — ум. между 2002 и 2006) — передовик производства, Герой Социалистического Труда (1966).

## Биография
Родилась в деревне Каляево Медынского района Калужской области. Участница Великой Отечественной войны, в 1942 окончила курсы медсестер. В 1985 г. награждена орденом Отечественной войны II степени.
С 1948 года работала на Калужском комбинате синтетических душистых веществ министерства пищевой промышленности СССР — первое время зольщицей ТЭЦ, потом аппаратчицей. За высокие трудовые показатели в 1966 году удостоена звания Героя Социалистического Труда.
Первая в Калужской области женщина — Герой Труда из числа работников промышленности.